# Sulcophanaeus imperator
Sulcophanaeus imperator е вид бръмбар от семейство Листороги бръмбари (Scarabaeidae). Видът не е застрашен от изчезване.

## Разпространение
Разпространен е в Аржентина (Катамарка, Кордоба, Кориентес, Ла Пампа, Ла Риоха, Мендоса, Салта, Сан Луис (Аржентина), Сан Салвадор де Хухуй, Сан Хуан, Санта Фе, Сантяго дел Естеро и Тукуман), Боливия и Парагвай.